# Le Mung
Le Mung település Franciaországban, Charente-Maritime megyében. Lakosainak száma 313 fő (2022. január 1.). Le Mung Crazannes, Geay és Saint-Savinien községekkel határos.

## Népesség
A település népességének változása:
| Lakosok száma | 223  | 253  | 275  | 263  | 300  | 307  | 305  | 304  | 306  | 313  |
|               | 1968 | 1982 | 1990 | 2006 | 2013 | 2015 | 2017 | 2019 | 2020 | 2022 |